# Monghidoro
Monghidoro est une commune de la ville métropolitaine de Bologne dans l'Émilie-Romagne en Italie.

## Géographie
La ville se trouve sur une crête de l'Apennin, entre les vallées de deux cours d'eau, le Savena et l'Idice. La route principale, la provinciale SP65, relie Bologne à Florence. Les traces d'une ancienne route romaine, la Flaminia minor, se trouvent encore au sommet du mont Oggioli, au sud de la ville.
Le territoire de la commune est montagneux pour la plus grande partie, l’altitude variant entre un minimum de 400 mètres jusqu'à un maximum de 1 290 mètres.

## Histoire
À l'époque des invasions barbares, le territoire est traversé par plusieurs peuples, mais seulement au VIIIe siècle un groupe de Goths s'y installe ; pour cette raison, les historiens pensent que le nom Monghidoro dérive du latin Mons Gothorum.
Un autre nom de Monghidoro, Scaricalasino (décharge l'âne), remonte à l'époque où les dirigeants de Bologne, vers le 1264, ont décidé de construire une fortification de frontière entre leur territoire et celui de Florence. Le nom vient du fait qu'à Monghidoro il y avait une douane où les ânes ont été déchargés temporairement des marchandises transportées, pour exécuter les contrôles. L'utilisation de ce nom est resté jusqu'à notre époque.
En 1507, Monghidoro et le territoire de Bologne ont été annexés aux États pontificaux. 
En 1528 le capitaine et mercenaire Armaciotto de' Ramazzotti, natif de Monghidoro, ordonna la construction du monastère de San Michele ad Alpes, qui a été confiée aux moines bénédictins de Monte Oliveto, en Toscane (ainsi défini Olivetani). Ce grand bâtiment est resté pendant plus de trois siècles le plus important centre religieux, administratif, politique et social de la montagne entre Bologne et Florence.
En 1796, avec l'arrivée de Napoléon en Italie, la commune devint une partie de la République cispadane et y resta jusqu'en 1815, lorsque le congrès de Vienne a décidé de rendre le territoire de Bologne aux États pontificaux. En 1860, il intègra  le royaume de Sardaigne, qui deviendra en 1861 le royaume d'Italie. 
À la fin de la Seconde Guerre mondiale Monghidoro se trouve au milieu de la Ligne gothique et est le siège du commandement de l'armée allemande jusqu'à l'arrivée des anglo-américains dirigées par le général Mark Wayne Clark, le 2 octobre 1944.
Après la guerre, en raison de la situation économique désastreuse, beaucoup d'habitants de Monghidoro émigrent en Belgique (notamment à Rebecq), en Allemagne (Stuttgart et Calw) et en France (Lyon).

## Économie
La position géographique particulière de Monghidoro, à la frontière entre le grand-duché de Toscane et les États pontificaux, a favorisé pendant de nombreux siècles le banditisme et la contrebande. Cependant, les principales ressources économiques de Monghidoro sont issues de l'agriculture, notamment la culture de blé, d' l'épeautre et de l'élevage de bétail, moutons, porcs et chèvres.
Jusqu'à la seconde moitié du XXe siècle on comptait dix-huit moulins à farine, le long des vallées du Savena et de l'Idice; mais la production de céréales est désormais très réduite et presque toutes les moulins abandonnés.
Il existe de nombreux troupeaux d'animaux qui maintiennent une bonne production artisanale de viandes transformées et conservées.
Depuis les années 1960, l'économie du pays est centrée de plus en plus vers le tourisme, favorisé par un climat agréable, surtout en été, et par un environnement riche en bois et en sentiers de randonnée. Une grande attraction de Monghidoro et des villages environnants est l'organisation, tout au long de l'année, des Fêtes folkloriques et expositions des produits typiques de la montagne.

## Culture
À Monghidoro il y a une école globale qui comprend : une école maternelle, une école primaire, une école secondaire et un Institut commercial.
Il y a aussi une importante bibliothèque qui compte environ 20 000 volumes. Un accord avec les bibliothèques municipales de Budrio, Castenaso, Loiano, Monterenzio, Bologne, Ozzano, Pianoro, San Lazzaro di Savena, permet de consulter en ligne leur catalogue.

## Lieux d'intérêt naturel

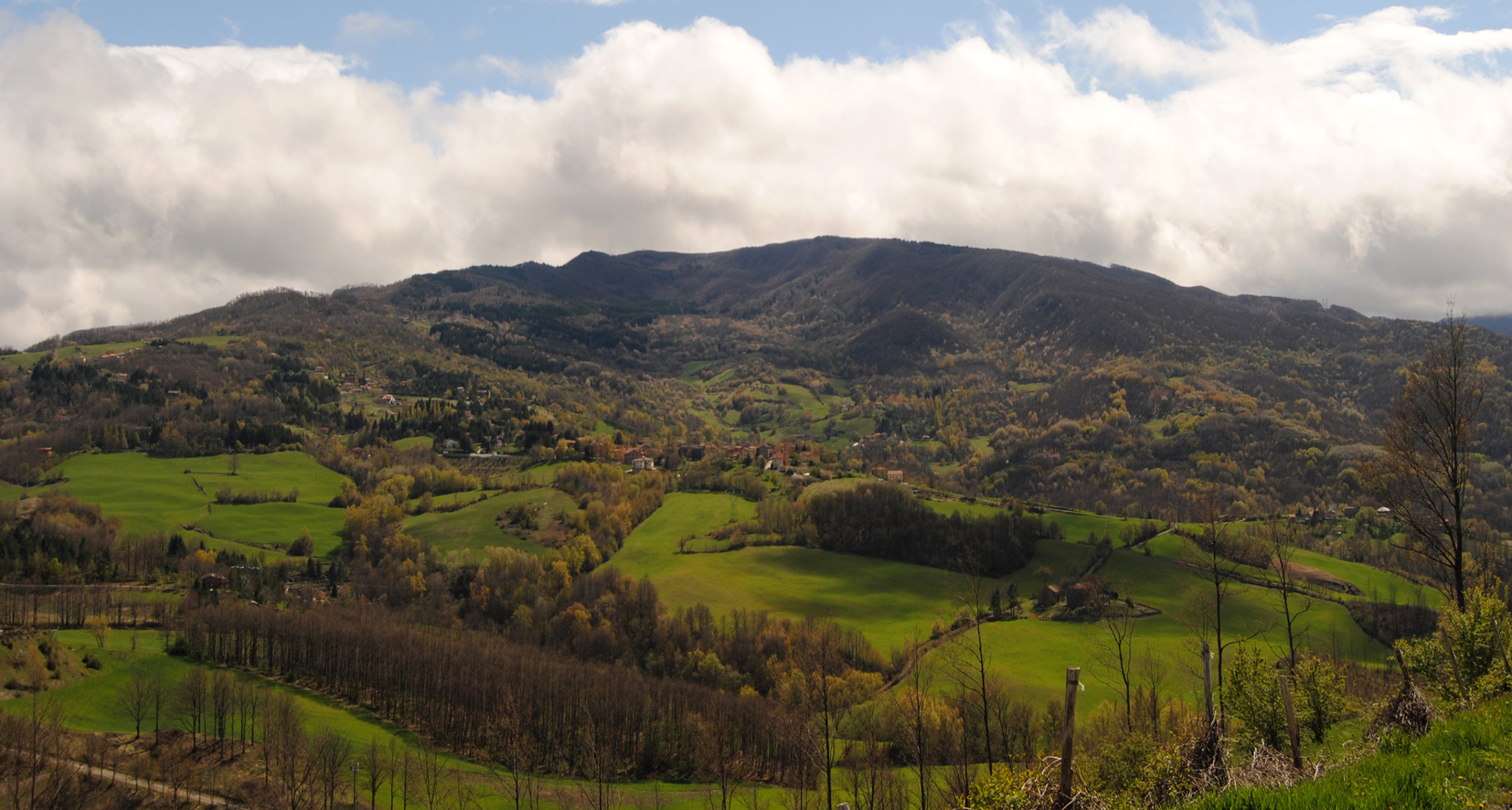
Alpe de Monghidoro au printemps.

L'Alpe de Monghidoro est une zone située à proximité de la Toscane, située à une altitude comprise entre 800 à 1 290 mètres. 
dont le mont Oggioli est le point culminant. Sur le sommet de cette montagne, par temps clair, on peut admirer un panorama qui va de l'Alpe de Monghidoro à la mer Adriatique. 
Parmi les mammifères facilement observables, on trouve des écureuils lérots, lièvres, blaireaux, chevreuils, sangliers, renards, cerfs et tritons. 
Le Parc de Tritons est équipé de divers jeux d'aventure (ponts népalais, malles et cordes en suspension, etc.). Il y a aussi une aire de pique-nique qui au cours du mois d'août, accueille un Festival culinaire.
Le Parc La Martina a une superficie de 155 hectares, son altitude est comprise entre 430 à 774 mètres. Cette zone se caractérise par des prés, champs, bois de chênes et de conifères. Le long d'un des sentiers du parc se trouvent les vestiges d'une ancienne mine de cuivre.

## Personnalités
- Gianni Morandi, chanteur, né le 11 décembre 1944 à Monghidoro.

## Administration
| Période                                  | Période  | Identité            | Étiquette | Qualité |
| ---------------------------------------- | -------- | ------------------- | --------- | ------- |
| 25 mai 2011                              | En cours | Alessandro Ferretti |           |         |
| Les données manquantes sont à compléter. |          |                     |           |         |

### Hameaux
Ca' dei Brescandoli, Ca' del Costa, Ca' di Fiore, Ca' di Francia, Ca' del Gappa, Ca' dei Marchi, Ca' di Pallerino, Campeggio, Ceragne, Frassineta, La Ca', La Costa, La Fossa, La Lastra, La Martina, La Piazza, Lamazze di Qua, Madonna dei Boschi, Malalbergo, Molino della Pergola, Pallerano, Pergoloso, Piamaggio, Pian dei Grilli, Sant'Andrea di Savena, Sumbilla, Vasellara Bassa, Vergiano, Villa di Mezzo 

### Communes limitrophes
Firenzuola, Loiano, Monterenzio, Monzuno, San Benedetto Val di Sambro

### Jumelages
- Rebecq (Belgique)